# Šober (priimek)
Šober  je priimek več znanih Slovencev:
- Milan Šober, nogometaš
- Milenko Šober (1923—2004), novinar (časnikar)
- Sara Šober (*1982), atletinja